# Pauroeurymela amplicincta
Pauroeurymela amplicincta är en insektsart som beskrevs av Walker 1858. Pauroeurymela amplicincta ingår i släktet Pauroeurymela och familjen dvärgstritar. Inga underarter finns listade i Catalogue of Life.